# Хрущёва, Настасья Алексеевна
Настасья Алексеевна Хрущёва (род. 24 мая 1987, Ленинград) — российская композитор, пианистка, музыковед, драматург. Доцент кафедры истории зарубежной музыки Санкт-Петербургской консерватории. Член Союза композиторов России. Кандидат искусствоведения.

## Биография
Закончила Санкт-Петербургскую консерваторию имени Н. А. Римского-Корсакова и там же закончила аспирантуру (класс профессора С. М. Слонимского, научный руководитель — профессор Н. И. Дегтярёва). В 2014 году получила ученую степень кандидата искусствоведения, защитив в Санкт-петербургской консерватории имени Н. А. Римского-Корсакова диссертацию на тему: «Взаимодействие музыки и литературы в творчестве П. Булеза, Л. Берио, Дж. Джойса».
Лауреат международных юношеских конкурсов «Я — композитор» (1999, 2003). Победитель конкурса на лучший романс на стихи А. Тарковского в рамках международного фестиваля «Три века классического романса» (2007). Финалист композиторского конкурса радио «Орфей» (2009). Участвовала в различных всероссийских и международных фестивалях, в том числе «Планета Андрей Петров» (2008), «Балтийские фортепианные дуэты» (2008), «Другое пространство» (Москва, 2009, 2010). Приглашенный композитор фестиваля «Музыка США: Современное прошлое» (2010). Сочинения Хрущёвой исполнялись в Швеции, Германии, Мексике, Польше, Англии. Партитуры камерных сочинений Хрущёвой выпускаются издательством «Periferia Sheet Music» (Барселона). Стажировалась в Варшавской музыкальной академии им. Шопена по специальности Электронная музыка (2008). Стипендиат Баховской недели в Ансбахе (август 2009 года), Вагнеровского общества (Байройт, 2011).
Член Союза композиторов России. В 2009—2012 годах председатель петербургского МолОта (Молодёжного отделения Союза композиторов России).
Лауреат Молодежной премии правительства Санкт-Петербурга (2012). Победитель композиторского конкурса «Пифийские игры» (проект «Интересное кино», 2014). Лауреат Санкт-Петербургской театральной премии «Прорыв» (2015), спецпремии культурного центра «ЗИЛ» (Москва, 2016). В сезоне 2013—2014 — резидент филармонии Санкт-Петербурга, по заказу которой были написаны два оркестровых сочинения — «Красота», три песни для голоса с оркестром и «медленно и неправильно» для струнного оркестра.
Симфоническая музыка исполнялась такими дирижерами, как Фабио Мастранджело, Илья Иофф, Фёдор Леднёв, Алим Шахмаметьев, Алексей Ньяга, Михаил Агрест.
Автор музыки к двадцати пяти драматическим спектаклям, среди которых — спектакли Валерия Фокина, Андрея Могучего, Виктора Рыжакова, Александра Артемова, Дмитрия Егорова, Семена Александровского.
С 2014 года — участник независимого театра «ТРУ» (режиссер — Александр Артёмов), где выступает как соавтор текстов и перформер. Соавтор текстов спектаклей Александра Артемова (совместно с Александром Артемовым) «Молодость жива», «Как найти свою любовь», а также двух его спектаклей на Малой сцене БДТ — «Это было со мной» и «Последний ветер дикого Запада».
Трижды номинант всероссийской театральной премии «Золотая маска»: как драматург (вместе с А.Артемовым) и как композитор.
Лауреат премии журнала Собака «Топ-50: знаменитые люди Петербурга» (2020).
Автор монографии «Метамодерн в музыке и вокруг нее» (2020, издательство «РИПОЛ-классик», Москва), удостоенной Премии Андрея Белого (2021) в номинации «Гуманитарные исследования».
Преподаёт в Санкт-Петербургской государственной консерватории имени Римского-Корсакова, Русской христианской гуманитарной академии, СПбГУКиТ.

## Творчество
Согласно справочнику «Молодые российские композиторы», «Настасья Хрущёва не стремится в своей музыке к доступности, но провоцирует контакт. Она смело обращается к слушателю, не допуская пассивного восприятия. Хрущёва всегда ясно выражает свои мысли, отсюда — афористичность музыкального высказывания, рельефность интонации, почти декламационность. Её произведения, насыщенные культурно-историческими параллелями, рождающие глубокие ассоциативные ряды, дают богатую пищу для размышлений». «Музыкантом высшей пробы» назвал Хрущёву в одном из последних интервью Борис Тищенко.
Внимание прессы в особенности привлекла монодрама «магбет», в создании которой Хрущёва сотрудничала с панк-музыкантом Алексеем Никоновым: «В нашем тандеме Алексей Никонов отвечает за страсть и кровь, а я — за иронию и отстранение», — пояснила композитор. Премьера монодрамы вызвала аншлаг в Санкт-Петербургской филармонии.
В 2016 году в БДТ был представлен спектакль «Фунт мяса» по пьесе Настасьи Хрущёвой, написанной по мотивам «Венецианского купца» У. Шекспира.

## Основные сочинения
- «Покрывало Пенелопы», монодрама для сопрано и камерного ансамбля на тексты из Гомера и Джойса (2007)
- Концерт для скрипки с оркестром (2010)
- «Немножко нервно», предложение для скрипки и фортепиано (2011)
- монодрама «магбет» для Алексея Никонова и камерного ансамбля (2011, 2-я ред. 2015)
- «Цахес», концерт для басовой флейты с оркестром (2012)
- «много шума из ярости» для фортепианного квартета (2013)
- «Танцы седой лисички» для скрипки и фортепиано (2013)
- трио памяти невеликого художника (2014)
- «Счастье», мадригал для смешанного хора на тексты Алексея Фишева (2014)
- «Красота», три песни для голоса с оркестром (2015)
- «Медленно и неправильно» для струнного оркестра и фортепиано (2015)

## Избранные театральные работы
- «Леди Макбет Мценского уезда» (по текстам Николая Лескова и Власа Дорошевича), режиссёр — Дмитрий Егоров, «Этюд-театр» («Приют комедианта», премьера — 12 апреля 2013 года)
- «Невский проспект», режиссёры — Валерий Фокин, Александр Артёмов, Владимир Антипов, Дмитрий Егоров, Алексей Забегин, Дмитрий Юшков (Александринский театр, премьера — 14 мая 2013 года)
- «Алиса» (по мотивам сказки Льюиса Кэрролла «Приключения Алисы в стране чудес»), режиссёр — Андрей Могучий (БДТ, Каменноостровский театр, премьера — 5 февраля 2014)
- «Что делать?», режиссёр — Андрей Могучий (БДТ, основная сцена, премьера — 15 ноября 2014)
- «Война и мир», режиссер — Виктор Рыжаков (БДТ, основная сцена, 2015)
- «Последний ветер дикого Запада», режиссер — Александр Артемов (театр ТРУ, 2018)